# アーセナル・スタジアム
アーセナル・スタジアム（Arsenal Stadium）は、1913年から2006年まで使用されたイングランドのサッカークラブアーセナルFCのホームスタジアムである。一般的にはアーセナル・スタジアムと言う名称よりも、スタジアムが立っている地区の名称「ハイベリー」（Highbury）で言及される事が多い。

## 概要
アーセナル・スタジアムのキャパシティは38,500人であり、このキャパシティの小ささがアーセナルのクラブ運営上大きな足かせとなってきていたため、20世紀末頃から新スタジアムに関する議論が続けられていた。
このスタジアムでは、プロボクシング世界ヘビー級選手権試合（王者：カシアス・クレイ【 アメリカ合衆国】対挑戦者：ヘンリー・クーパー【 イギリス】戦）が1966年5月21日に開催された（試合は6回1分33秒、クレイのTKO勝ち）。
2006年にアーセナルの新スタジアムとなるエミレーツ・スタジアムが近隣に完成。2006-2007年シーズンからエミレーツ・スタジアムの使用を開始した。なお、UEFA主催試合の場合は公式スポンサー以外での広告露出が禁止されているため、新スタジアムがアーセナル・スタジアムとして呼ばれる事になった。
スタジアム跡地には、旧スタジアムの外観を活かす形でハイベリー・スクウェアというマンションが建設された。また、対戦カードを示す案内板やジョージ・グラハム元監督が使用していた机などはオークションに掛けられ、案内板は100万円、机は400万円ほどの高値で落札された。

## ラストゲーム
2006年5月7日、アーセナルは1913年から使用し続けてきたアーセナル・スタジアムに別れを告げた。
ハイベリー最後の試合はリーグ戦の最終週ウィガン・アスレティックとの試合であった。この試合では4対2でアーセナルが勝利を収めている。またこの試合でティエリ・アンリがハットトリックとなるPKを決めた後にピッチへひざまずき、別れのキスを行う場面があった。
この日は、ノースロンドンダービーの対戦相手トッテナム・ホットスパーがウェストハム・ユナイテッドとのアウェーゲームに敗れたため、アーセナルは2006-2007シーズンのUEFAチャンピオンズリーグ出場権を獲得することが出来た。アーセナルにとっては、ハイベリーでの有終の美を飾った事になる。

## 入場者数

### 平均入場者数
- 2005-2006: 38,184 (プレミアリーグ)
- 2004-2005: 37,979 (プレミアリーグ)
- 2003-2004: 38,079 (プレミアリーグ)
- 2002-2003: 38,042 (プレミアリーグ)
- 2001-2002: 38,055 (プレミアリーグ)
- 2000-2001: 37,974 (プレミアリーグ)

## ギャラリー

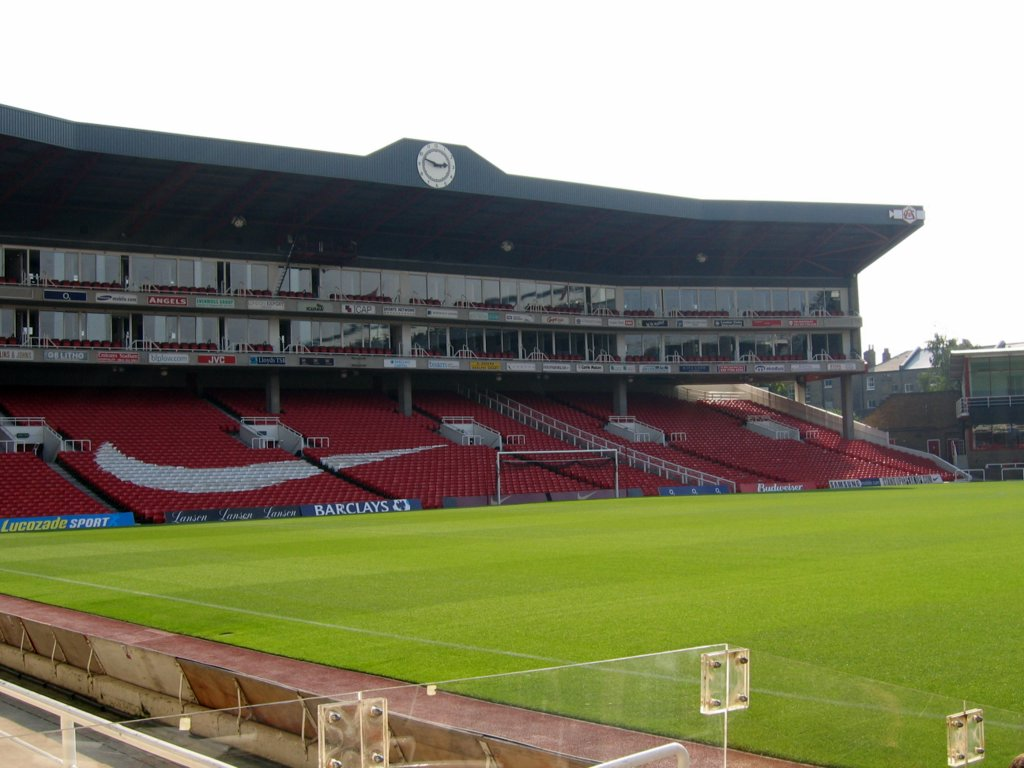
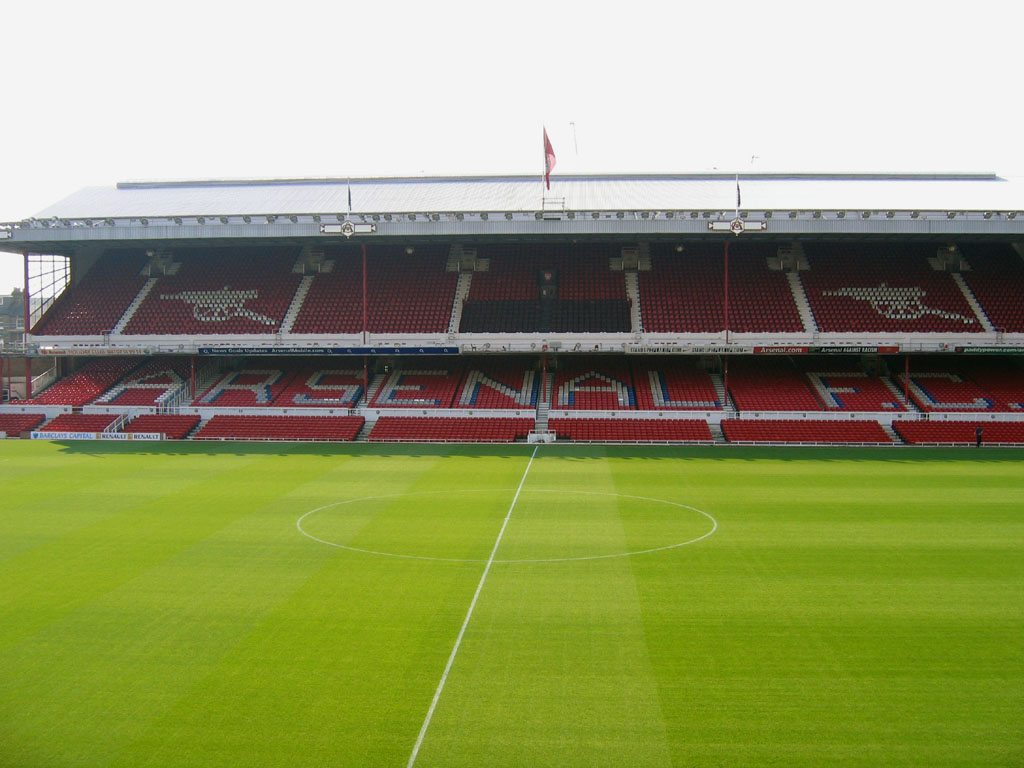
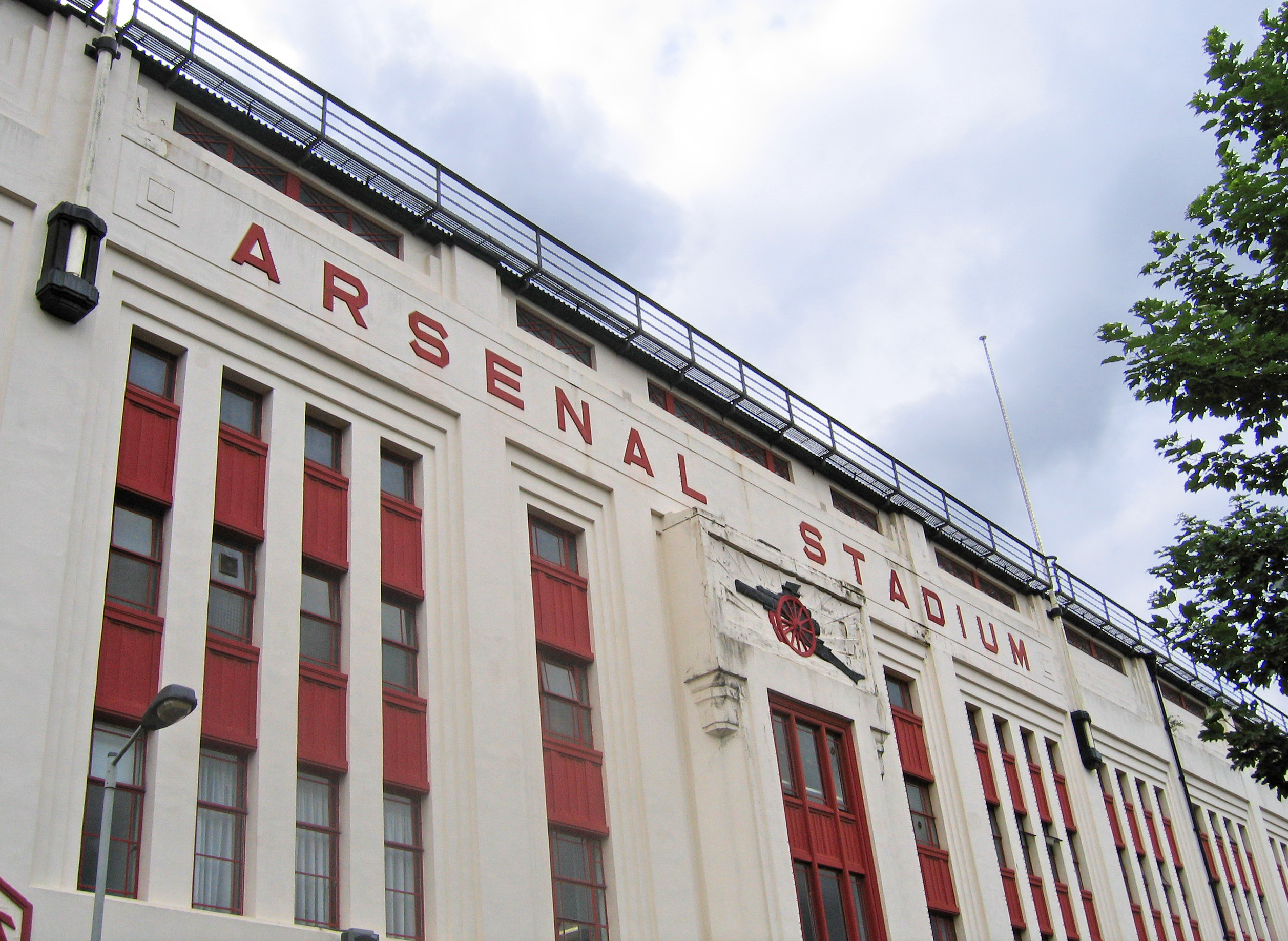

## 脚註
1. ↑  1966: Cooper loses to world champ Clay BBC ON THIS DAY
2. ↑  田嶋コウスケ『歴史の継承〜ハイバリーからエミレーツへ〜』footballsita、2006年11月1日、17頁。